# Longicoccus psammophilus
Longicoccus psammophilus är en insektsart som först beskrevs av Koteja 1971.  Longicoccus psammophilus ingår i släktet Longicoccus och familjen ullsköldlöss. Inga underarter finns listade i Catalogue of Life.